# Jan Říha
Jan Říha (ur. 11 listopada 1915 w Písku, zm. 15 grudnia 1995 w Pradze) – czechosłowacki piłkarz grający na pozycji pomocnika. Uczestnik mundialu 1938. Długoletni zawodnik Sparty Praga.

## Kariera piłkarska
Jan Říha karierę piłkarską rozpoczął w 1929 roku w SK Písek. W 1937 roku przeszedł do Sparty Praga, w którym osiągnął swoje największe sukcesy piłkarskie: pięciokrotne mistrzostwo Czechosłowacji (1938, 1939, 1944, 1946, 1948) oraz czterokrotnie zdobył Puchar Czech (1941, 1943, 1944, 1946). Karierę zakończył w 1950 roku. Łącznie dla Sparty Praga rozegrał 429 meczów i strzelił 224 gole.

## Kariera reprezentacyjna
W reprezentacji Czechosłowacji zagrał 25 meczów i strzelił 9 goli. Debiutował 19 września 1937 roku w przegranym 3:8 meczu z reprezentacją Węgier rozegranym w Budapeszcie. Brał z reprezentacją udział na mundialu 1938 we Francji, gdzie rozegrał 2 mecze. Ostatni mecz w reprezentacji rozegrał 12 czerwca 1948 roku w Pradze, w którym jego reprezentacja przegrała 0:4 mecz towarzyski z Francją.

## Sukcesy

### Sparta Praga
- mistrz Czechosłowacji: 1938, 1939, 1944, 1946, 1948
- Puchar Czech: 1943, 1944, 1946